# Pia Lionetti
Pia Lionetti, född 26 september 1987, är en italiensk bågskytt. Hon deltog vid olympiska sommarspelen 2008 och 2012.